# Zańków
Zańków – wieś w Polsce położona w województwie lubelskim, w powiecie bialskim, w gminie Sławatycze.
W latach 1975–1998 miejscowość administracyjnie należała do województwa bialskopodlaskiego.
Wieś jest sołectwem w gminie Sławatycze. Według Narodowego Spisu Powszechnego z roku 2011 wieś liczyła 91 mieszkańców.
Wierni Kościoła rzymskokatolickiego należą do parafii Matki Bożej Różańcowej w Sławatyczach.

## Części wsi
| SIMC    | Nazwa          | Rodzaj  |
| ------- | -------------- | ------- |
| 0019778 | Stynówszczyzna | kolonia |
| 0019784 | Zaręka         | kolonia |